# 红兴隆分局局直
红兴隆分局局直是黑龙江省双鸭山市友谊县的类似乡级单位，是黑龙江省农垦总局红兴隆分局所在。

## 行政区划
红兴隆分局局直下辖以下地区：红兴隆分局局直虚拟生活区。